# خالكيذا
خالكيذا: (باليونانية: Χαλκίδα)، (بالإنجليزية:Chalkida)، أيضاً خالكيس (Chalkis)، مدينة يونانية تقع في وسط البلاد ضمن منطقة ستيريا إلاذا الإدارية، وهي مركز مقاطعة إيوبيا ضمن هذه المنطقة الإدارية.

## الموقع، السكان والتسمية
تقع المدينة على الساحل الغربي لجزيرة إيفيا التي توازي الأرض اليونانية وتنفصل عنها عبر مضيق إفريبوس، حيث تقع المدينة في المكان الذي تكاد تكون فيه الجزيرة ملاصقة للأرض اليونانية، ويبلغ عرض المضيق في هذا المكان أقل من كيلومتر واحد.
يعتقد أن اسم المدينة مشتق من من لفظة خالكوس (χαλκός) اليونانية والتي تعني النحاس، أو البرونز في اللغة اليونانية القديمة وهذا يعود لشهرة المدينة قديماً بإنتاج القطع البرونزية والمعدنية.
يبلغ عدد سكان خالكيذا حالياً حوالي 55 ألف نسمة، وبذلك تكون أكبر مدينة من حيث عدد السكان في منطقة وسط اليونان الإدارية وتأتي بعدها مدينة لاميا عاصمة هذه المنطقة. تبعد عن أثينا مسافة 80 كيلومتر عبر الطريق الوطني رقم 1 (أثينا-سالونيك).

## التاريخ
أقدم ذكر تاريخي لـخالكيس (Chalcis) كان في الإلياذة، حيث ذكرت مع منافستها الأخرى مدينة إريتريا على أنهما المدينتان الأساسيتان في جزيرة وابية واندلعت بينهما حرب ليلانتين، أما أقدم اكتشاف أثري في المدينة فهو عبارة عن قبور تعود للفترة الميسينية.
شهدت المدينة خلال القرنين الثامن والسابع قبل الميلاد نهضة كبيرة وقد قام سكانها بإنشاء حوالي ثلاثين مستوطنة على الساحل المقدوني في المنطقة التي ما زالت معروفة إلى الوقت الحاضر باسم خالكيذيكي (خالسيديس) (Chalcidice)، وأيضاً في جزيرة صقلية، وانتشرت بضائع المدينة الزجاجية والمعدنية في عالم البحر المتوسط. دخلت المدينة في هذه الفترة في نزاع مع جارتها مدينة إريتريا استطاعت أن تنتصر به وتصبح المدينة الأهم في جزيرة إيوبيا.
خسرت المدينة ازدهارها في القرن السادس قبل الميلاد عندما دخلت في حرب مع أثينا انتصرت فيها الأخيرة، وضمتها إلى طرفها ضمن حلف عرف بالحلف الديلي. في الفترة الهلنستية أصبحت الموقع الذي حكم منه المقدونيون بلاد اليونان.
استعادت المدينة بعضاً من أهميتها التجاربة خلال الفترة الرومانية، لكن المدينة عادت إلى لعب دور الحصن الدفاعي لمنطقة وسط اليونان في وجه الغزاة من ناحية الشمال خلال فترة القرون الوسطى.
سيطر عليها الفينيسيون منذ عام 1209، ثم العثمانيون عام 1470م. انضمت إلى اليونان على إثر حرب الاستقلال عام 1821. شهدت عام 1894 زلزالاً دمر معظم أبنيتها القديمة، في ذلك الوقت كانت هناك جالية كبيرة مسلمة ويهودية تقطن المدينة.

## المعالم الأساسية
- كنيسة القديسة باراسكيفي (أغيا باراسكيفي): يعود بناؤها للفترة البيزنطية مع وجود العديد من العناصر المعمارية الفينيسية.
- قلعة قارابابا (Karababa) (الأب الأسود) : وهي قلعة عثمانية تعود لعام 1686م. بنيت فوق مكان القلعة الفينيسية والبيزنطية، تملك منظراً جميلاً يطل على المدينة والمضيق.
- جسرا المدينة المعلقان: يربطان المدينة بالبر اليوناني وهما مبنيان مكان الجسور الخشبية القديمة التي بني أولها على يد جوستنيان عام 411 ق.م.
- متحف خالكيس الأركيولوجي.

## متفرقات
- تحدث يومياً مقابل المدينة في مضيق إفريبوس ظاهرة نادرة إذ يغير التيار البحري المار في هذا المضيق اتجاهه 7 أو 8 مرات يومياً، فعندما يكون باتجاه شمال-جنوب يستمر لمدة تتراوح بين 2-3 ساعات، يتوقف فجأةً لعدة دقائق ثم يعود ويسير بالاتجاه المعاكس لمدة تقارب المدة السابقة، وهكذا دواليك. تبلغ سرعة هذا التيار 6 عقد. لوحظت هذه الظاهرة منذ القدم وحاول العيد من الفلاسفة تفسيرها مثل أرسطو، سترابو وسيسيرو. وما زالت الآلية غير معروفة بشكل تام إلى الوقت الحالي.
- أهم نادي كرة قدم في المدينة هو خالكيدا اف سي، وأيضاً خالكيس ليلاس.
- يوجد في المدينة معهد تقني عالي ذو عدة أقسام هندسية وميكانيكية.
- ولد في المديتة عام 1904 المؤلف الموسيقي نيكوس سكالكوتاس.